# Janet Puiggròs
Janet Puiggròs Miranda es una deportista española que compitió en ciclismo de montaña en la disciplina de campo a través. Ganó una medalla de bronce en el Campeonato Mundial de Ciclismo de Montaña de 2001, en la prueba por relevos.
En 2004 dio positivo por EPO días antes de participar en los Juegos Olímpicos de Atenas 2004.

## Palmarés
| Campeonato Mundial | Campeonato Mundial    | Campeonato Mundial | Campeonato Mundial         |
| Año                | Lugar                 | Medalla            | Competición                |
| ------------------ | --------------------- | ------------------ | -------------------------- |
| 2001               | Vail (Estados Unidos) | Medalla de bronce  | Campo a través por equipos |